# Wapen van Vlodrop

Wapen van Vlodrop

Het wapen van Vlodrop bestaat uit een combinatie van het familiewapen Van Vlodrop met daarop het wapen van Nassau als hartschild van de voormalige gemeente Vlodrop. De omschrijving luidt:
"Gevierendeeld : I en IV in zilver 3 dwarsbalken van azuur en een schildzoom van keel, II en III in zilver eene lelie van keel, over alles heen een hartschild van azuur, bezaaid met staande blokjes van goud en een leeuw van goud, getongd en genageld van keel. Het schild gedekt met een gouden kroon van drie bladeren en twee parelpunten."

## Geschiedenis
Het wapen is afgeleid van het familiewapen Van Vlodorp. De drie blauwe dwarsbalken met de rode schildzoom is het wapen van Karken, de rode lelie op het zilveren veld is waarschijnlijk afkomstig van het geslacht Van Wachtendonck, voogden van Roermond. De lelie is terug te vinden in de wapens van Wachtendonck en Roermond. Telgen uit deze familie waren erfvoogd van Roermond en vrijheer van de heerlijkheid Dalenbroek. Op het wapen van Vlodrop staat een hartschild met het wapen van Nassau, omdat zij vanaf 1647 tot aan de Franse tijd pandheer van de heerlijkheid waren. Volgens Sierksma behoort achter het wapen oorspronkelijk nog een leeuw als schildhouder te staan. Op 2 april 1919 werd het wapen aan de gemeente verleend. Op 1 januari 1991 werd de gemeente samengevoegd in de gemeente Melick en Herkenbosch. Deze gemeente werd twee jaar later hernoemd in Roerdalen. Elementen van het wapen van Vlodrop, inclusief de ontbrekende leeuw, werden opgenomen in het wapen van Roerdalen.